# Природний кедровий заповідник Аль-Шуф
Природний кедровий заповідник Аль-Шуф (араб. محمية أرز الشوف الطبيعية‎, трансліт. Maḥmīyat Arz aš-Šūf aṭ-ṭabīʿiyya) — природний заповідник у районі Шуф, Ліван. Він розташований на схилах гори Барук та має площу 550 км², майже 5,3 % території Лівану.
У заповіднику розташовані кедрові ліси Бару, Маасер-ель-Шуф та Айн-Жалта-Бмохрай. Він є важливою орнітологічною територією та регіоном екотуризму, дає притулок 32 видам диких ссавців, 200 видам птахів та 500 видам рослин. Засновником заповіднику є Валід Джамблатт.

## Геологічна різноманітність
Гора Барук складається зі скельних порід (Пліоцен), які були піддані значним тектонічним рухам, що поділили гори Лівану на дві паралельні частини; східне пасмо має назву Антиліван, а західне — гора Ліван. Два гірські хребти розділені долиною Бекаа, заповненою геологічно нещодавніми осадами. Основною скельною породою є вапняк. Вся гора Барук складається з вапняку, пронизаного численними печерами. Одна з вартих уваги печер, довжина якої оцінюється у 700 метрів, розташована поблизу села Ніха. Вона малодосліджена, але селяни повідомляють про велику кількість сталагмітів та сталактитів та підземне озеро.
Найвища вершина хребта Барук має висоту 1980 м.н.м. В цілому при русі з півночі на північ, східні схили змінюються з дуже крутих до менш крутих, а західні — навпаки; верхівка хребта Барук стає все більш вузькою при русі на південь. Основна зона заповідника розташована на висоті між 1000 та 2000 м.н.м., а буферна зона розташовується нижче.
Опади на вододілі є джерелом і струмків, і ґрунтових вод. Основна кількість опадів припадає на дощ; сніг на великих висотах іде досить часто, але рідко лежить більше декількох днів та зникає наприкінці дощового сезону. Відповідно, за звичайних умов сніг майже не має прямого впливу на струмки вододілу. Однак зрідка теплі дощі, які падають на шар снігу, можуть спричинити його раптове танення і вивільнення великої кількості води, коли ґрунти і так вже насичені водою, що утворює раптові потоки і повені.
Оскільки значна частина оголеної скельної поверхні у регіоні Барук є пористим вапняком з печерами, тріщинами та отворами, через нього добре просочується вода. В результаті значна кількість опадів просочується вглиб з мінімальним поверхневим водовідведенням незважаючи на тонкий шар ґрунтів та нещільний рослинний укрив. Вода просочується донизу та годує численні джерела на нижніх схилах гори. Ці джерела допомагають підтримувати струмки у сухий сезон з квітня по листопад.
Поверхневі водні потоки переважно сезонні. Підземні води дають витік таким річкам як Аль-Авалі (або Аль-Барук) та Дамур (Аль-Сафа).
При цьому на більш крутому східному схилі гори більш поширені поверхневі потоки, а на більш похилому західному — підземні водоносні горизонти.
Річки, які течуть у долини, є важливим джерелом для іригації сільського господарства та забезпечують дюжину сіл Шуфа та декілька сіл західнної Бекаа питною водою. Ці річки є також головним джерелом води для болота Аанміг у долині Бекаа.

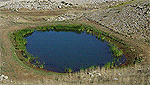
Штучне альпійське озеро у заповіднику
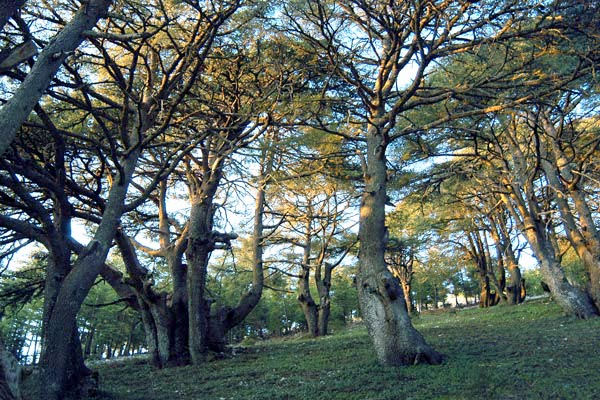
Кедровий ліс заповідника
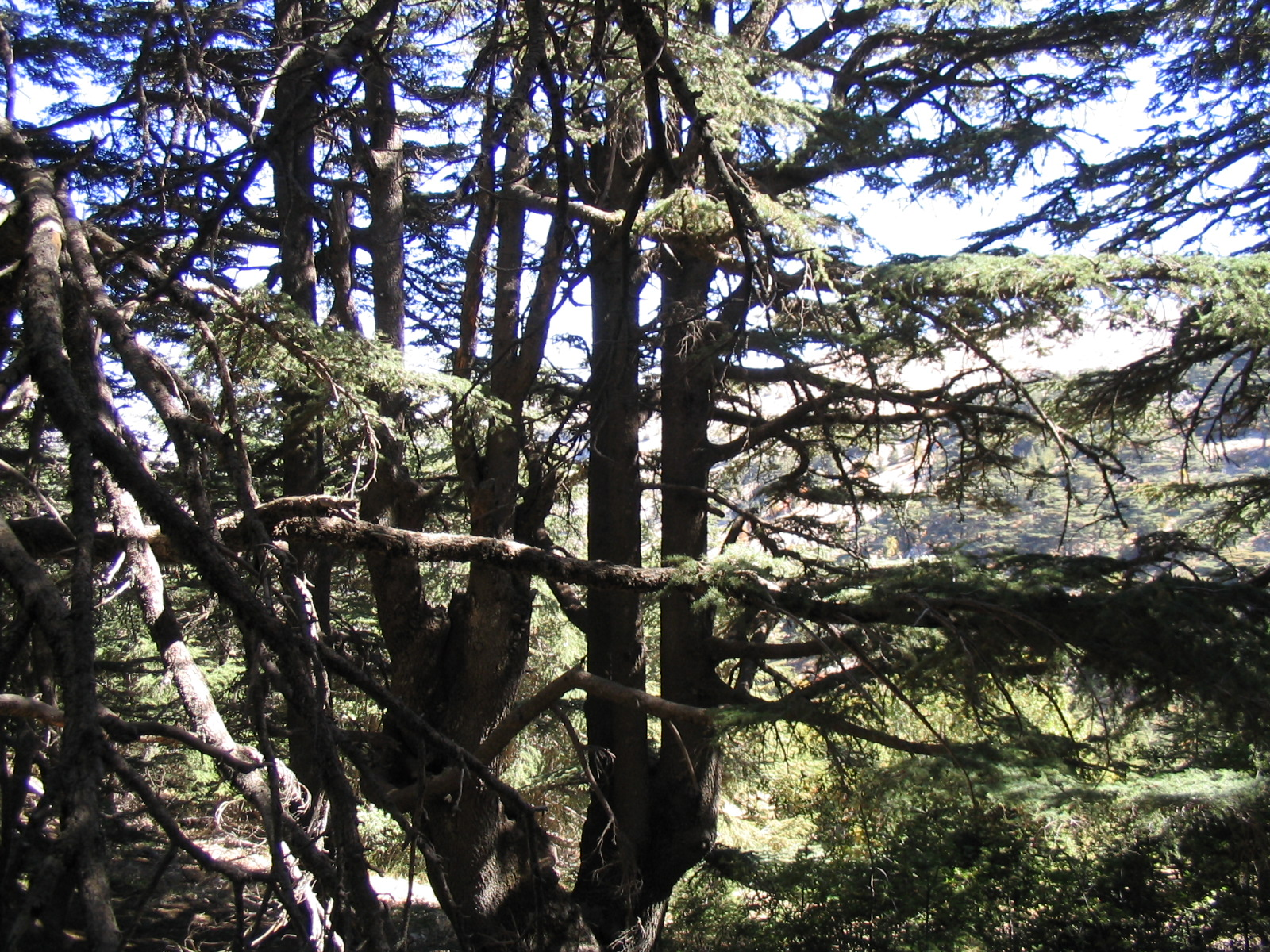
Кедри лісу Барук
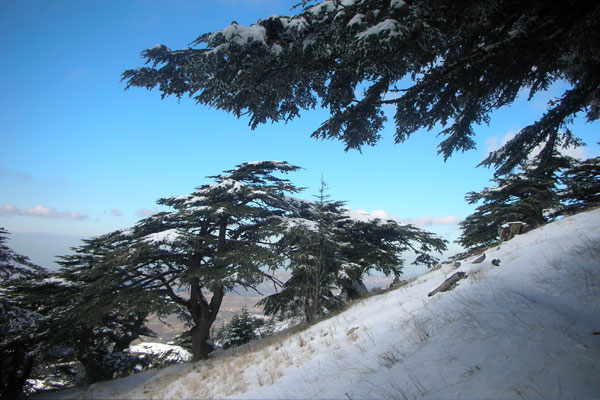
Кедри взимку

Ґрунти заповідника гомогенні, червоно-коричневі середземноморські, сформовані на твердому домомітовому (мергелевому) вапняку різних періодів — від Юрського, Балтонського, Келовейського до оксфордсько —портлендського. Вміст каміння складає 80 — 90 %.
З точки зору ерозії ці ґрунти знаходяться у стані рівноваги з огляду на високу проникність, маску з вапняних фрагментів, добрий рослинний покрив, хороший дренаж.

## Клімат
Середньорічні опади становлять 1200 мм, а середньорічна температура — +11,3 °C. Середній денний максимум температури (+23,4 °C) досягається у серпні, а середній мінімум — у січні (+0,6 °C). Абсолютна температура коливається між -10.8 °C у січні та +32,3 °C у серпні. Середня відносна вологість повітря становить бл.65 %, але на східних схилах дещо нижче. Сніг випадає 50-55 днів на рік

## Біорізноманіття

### Флора
Флора кедрових лісів Аль-Шуф частково описана у працях про флору Лівану і Сирії Поля Мудерде 1966, 1970 і 1983. Найбільш недавні широкі ботанічні дослідження у заповіднику були проведені 1999 року на замовлення Міністерства охорони навколишнього середовища (Проект охоронюваних територій), Національною радою наукових досліджень під керівництвом Жоржа Томе. З того часу майже не відомо про якісь великі дослідження флори заповідника. Томе провів додаткові польові дослідження протягом трьох років після початкового для отримання нової інформації про статус деяких видів.
У заповіднику Аль-Шуф ідентифіковано 500 видів рослин з 61 родини, серед них 25 видів під загрозою зникнення, 48 ендеміків Лівану або Лівану та Сирії чи Лівану та Туреччини, та 14 рідкісних видів. 214 видів поширені тільки Східним Середземномор'ям або Середнім Сходом.
У заповіднику росте 24 види дерев. Основним напрямком заповіднику є збереження кедра ліванського методами управління лісами та засадженням нових лісів на територіях, де ліс був колись вирубаний. Кордони заповідника формують останні природні межі поширення цього виду на планеті. Значущим є здатність лісів заповідника відтворювались без втручання людини. Інші варті уваги дерева: кіпрський дуб, дуб Бранта, кермеський дуб, калабрійська сосна, сосна алепська, сосна італійська, ялівець високий, ялівець сирійський.

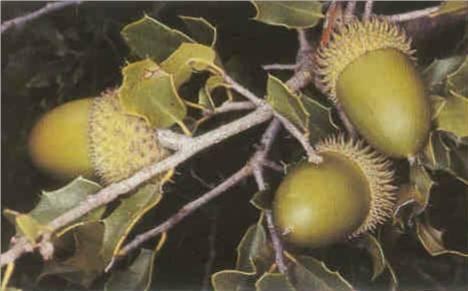
Дуб кермеський
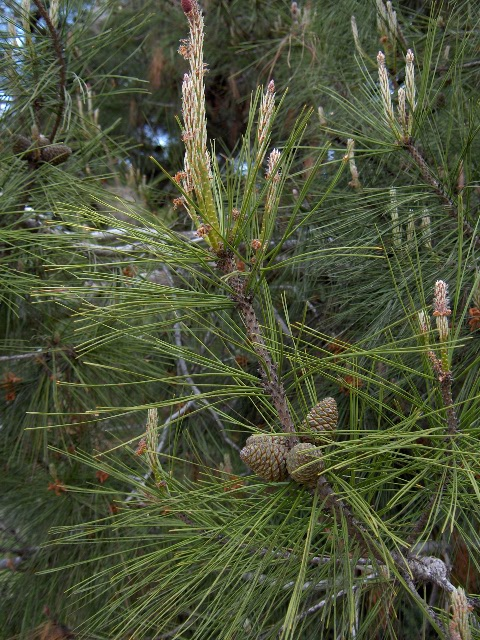
Сосна калабрійська
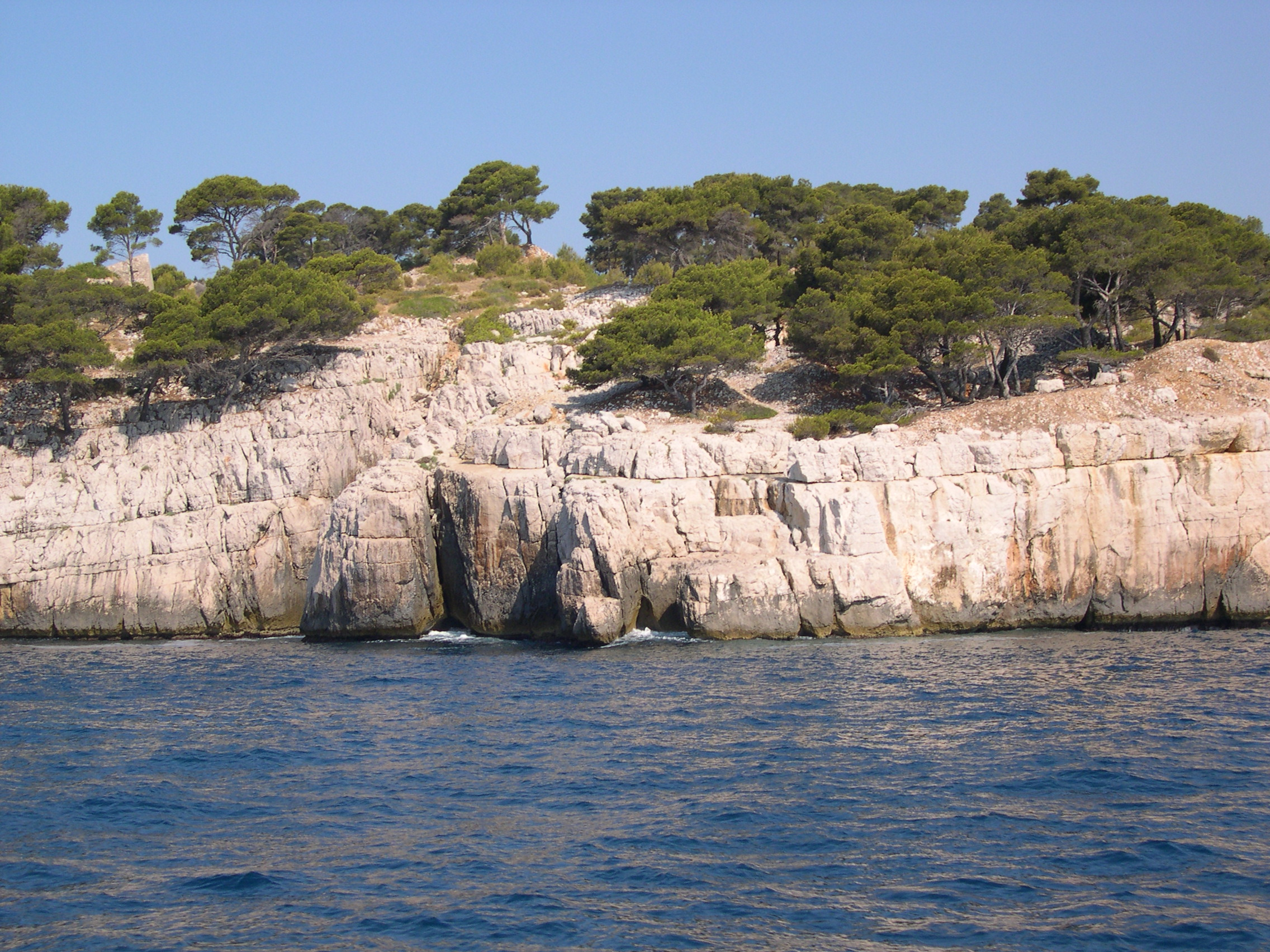
Сосна алепська
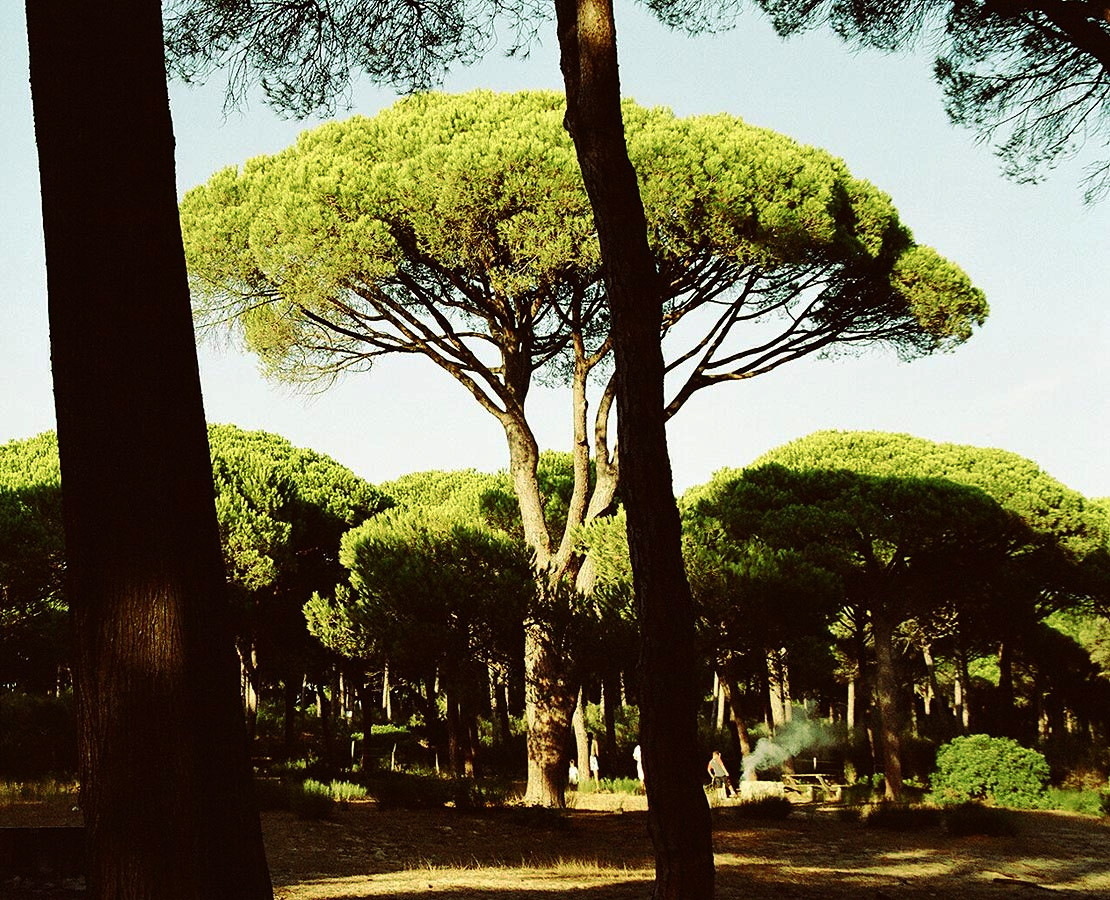
Сосна італійська

### Фауна
Дослідження ссавців Лівану були досить обмежені до середини 20-го ст., а багато видів і підвидів не були записані до 1970-х.
Між 1980 і 1985 роками третина праць про ссавців Лівану були створені Жоржем та Генрієтою Томе. Але єдині дані про ссавців саме заповідника Аль-Шуф з'явились у звіті Генрієти Томе 1999 року, підготовленому на замовлення Проекту охоронюваних територій Міністерства охорони навколишнього середовища. Звіт був підготовлений на основі інвентаризації та оглядів, а такою брошур та інших документів служби заповідника. До нього були включені 32 види ссавців, у тому числі свиня дика, вовк, куниця кам'яна, газель гірська, шакал звичайний, лисиця звичайна, борсук європейський, Lepus capensis, вивірка кавказька, сарна європейська, лань месопотамська, козел звичайний, Ursus arctos syriacus, Spalax ehrenbergi, їжатець індійський, гієна смугаста, кіт лісовий, даман капський. У заповіднику розпочата програма реінтродукції козла нубійського з Йорданії, після його вимирання у середині 20 ст. У минулому, на території заповідника могли були поширені анатолійський леопард і тур (вимер на території Лівану в Середньовіччі).

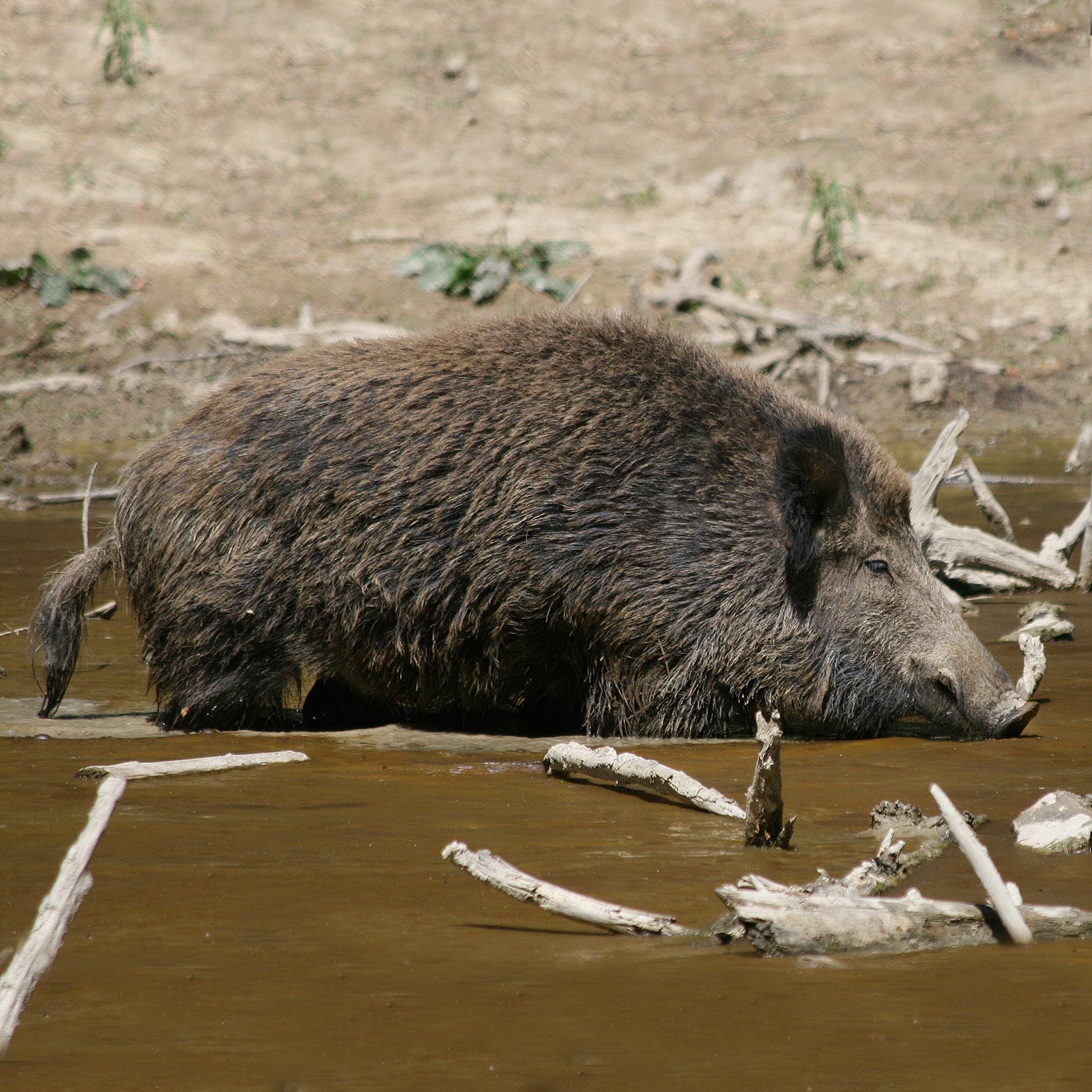
Дикий кабан
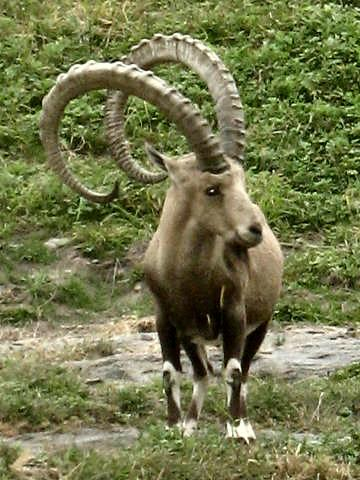
Козел нубійський
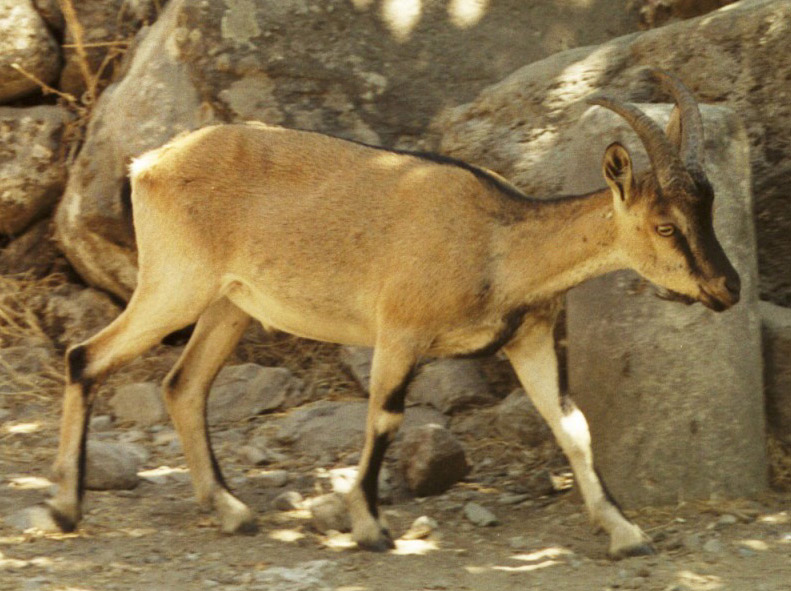
Козел звичайний
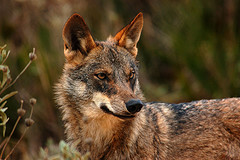
Вовк
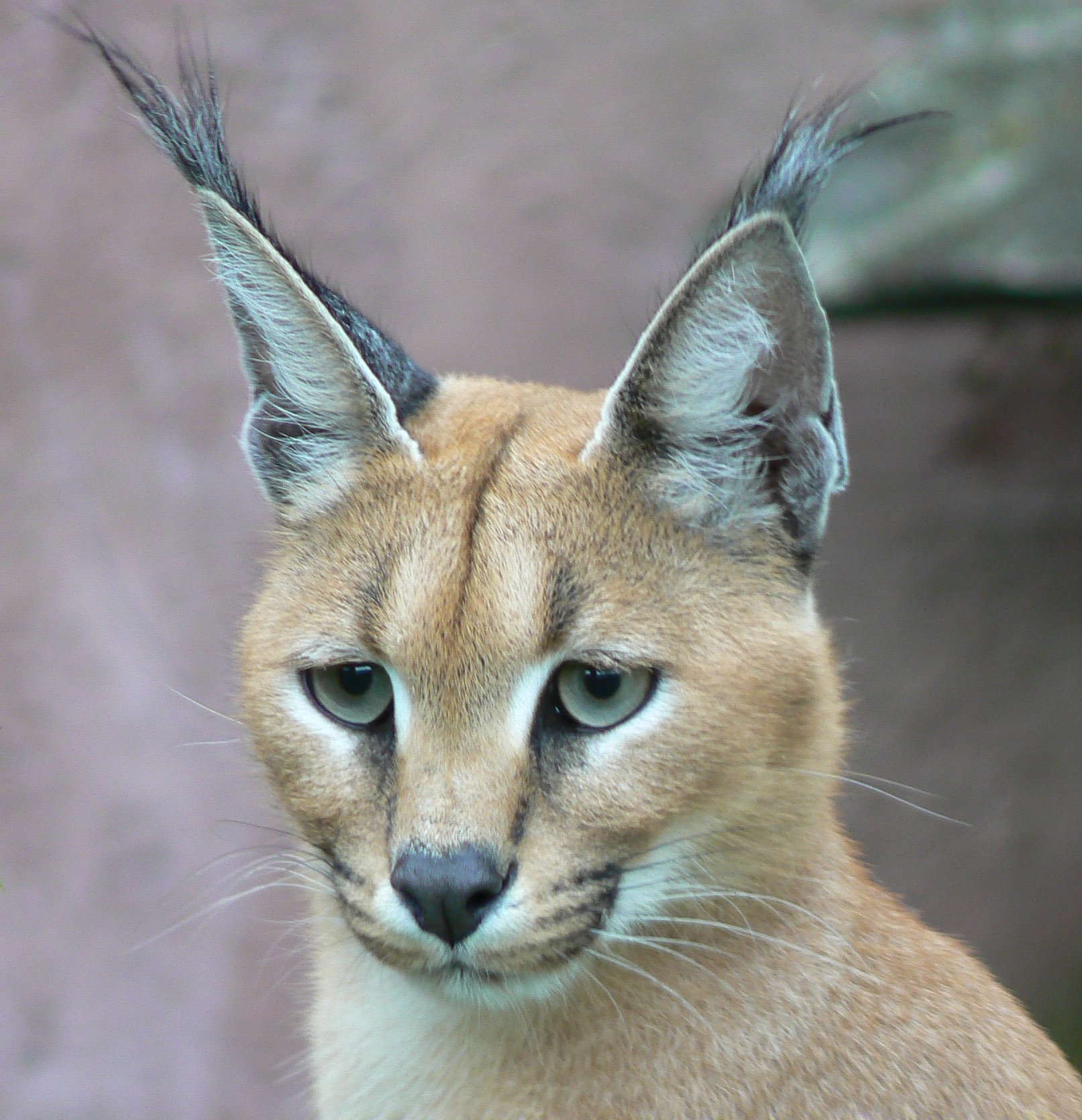
Каракал
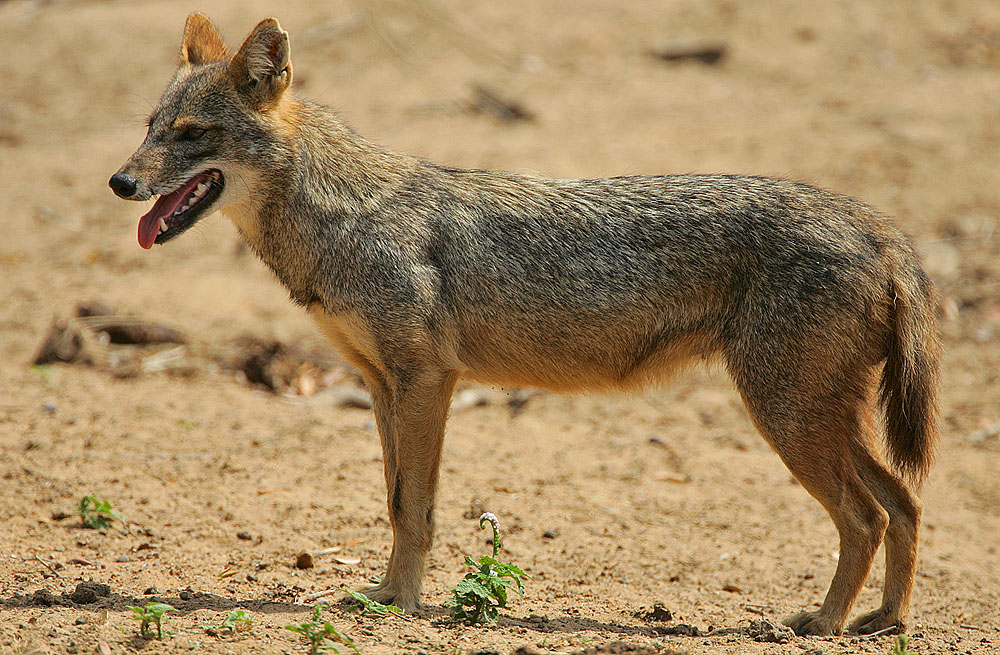
Шакал
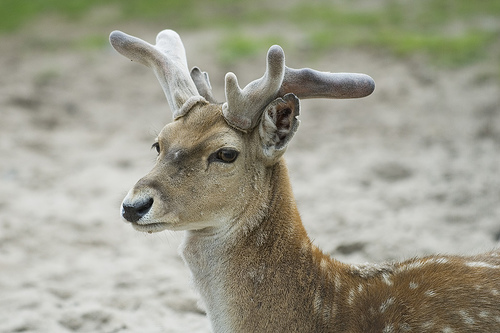
Лань месопотамська

Заповідники також є домівкою 200 видів птахів, з яких 19 вважаються рідкісними для Лівану. Підтверджено, що принаймні 22 види проживають у заповіднику постійно, а решта є мігруючими, і принаймні 2-3 види були привнесені. У заповіднику живуть птахи, які можна знайти у Європі, Африці і Азії, серед них: кеклик азійський, сойка, дрізд чорний, крук, боривітер звичайний, жайворонок рогатий, горихвістка звичайна, зяблик, горлиця, Petronia petronia, щиглик.
Принаймні два види птахів були заселені на територію шуфу для полювання і розселились на територію заповідника: скельна куріпка (Alectoris graeca) і фазан звичайний. Заповідник також є домівкою багатьох хижих птахів, таких як сип білоголовий і беркут.

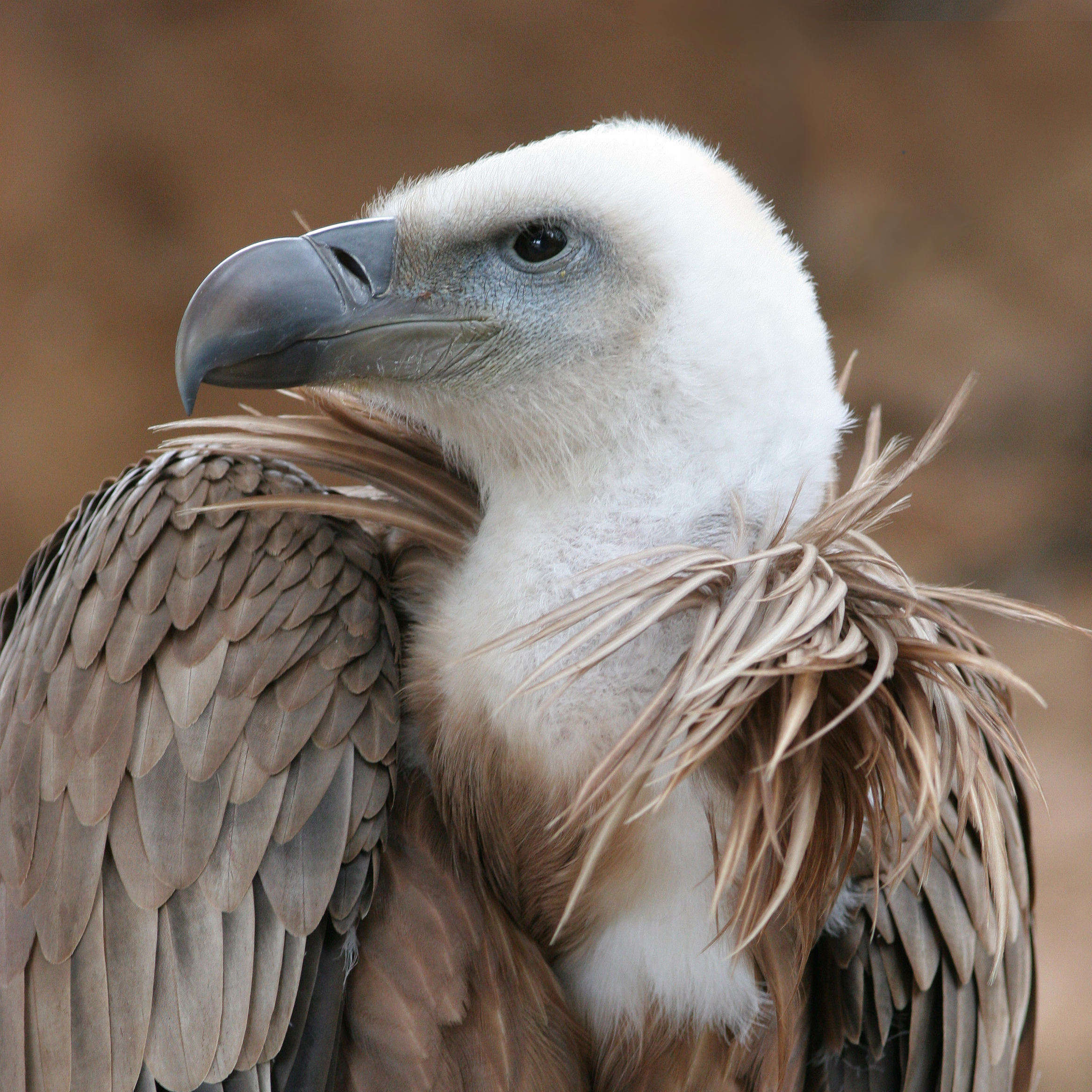
Сип білоголовий
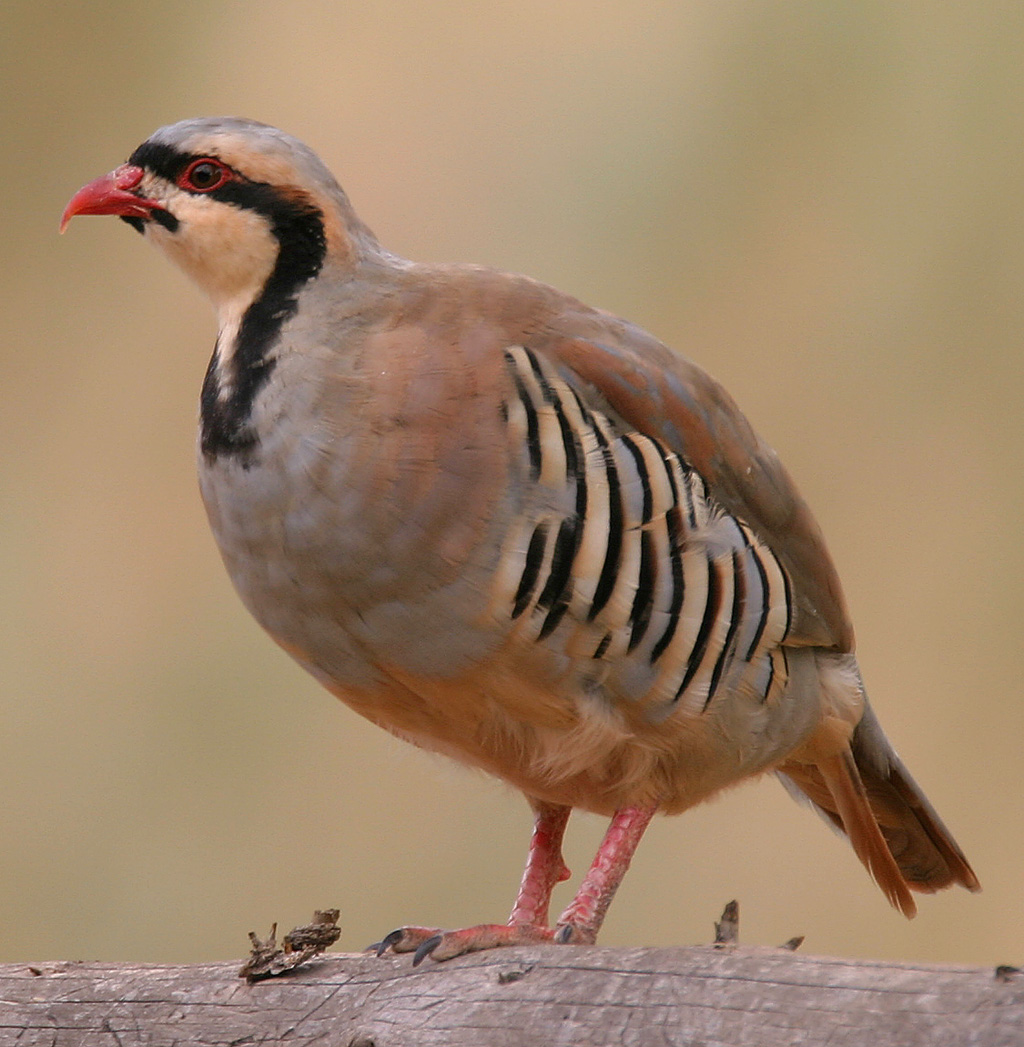
Кеклик азійський
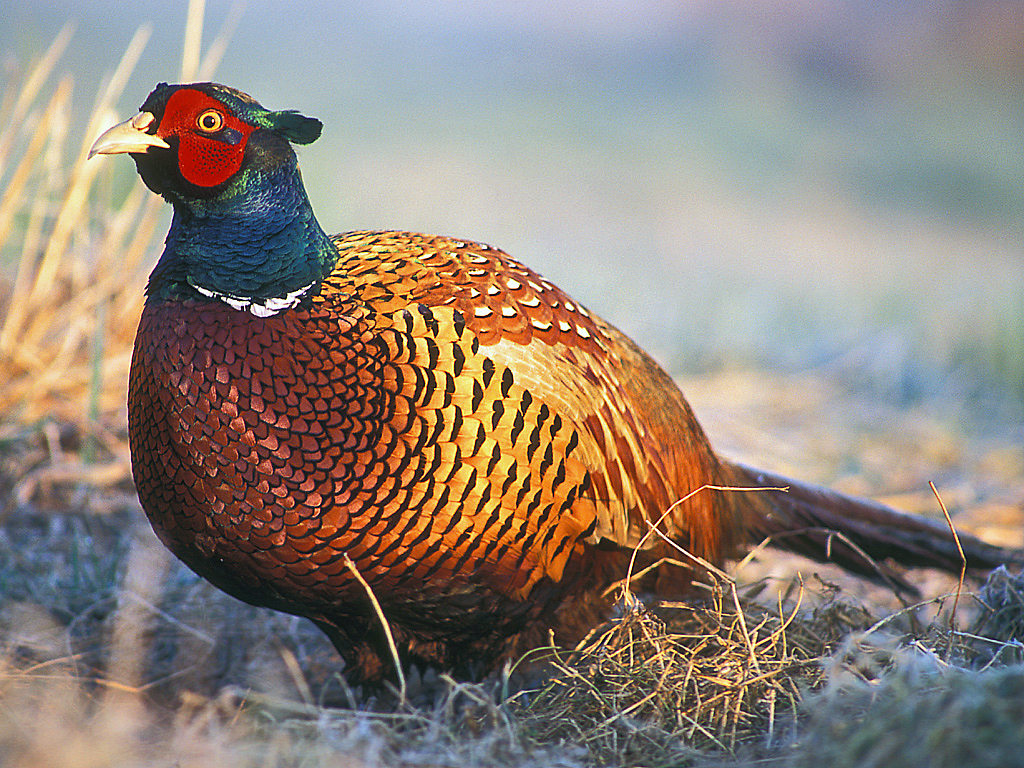
Самець фазана звичайного
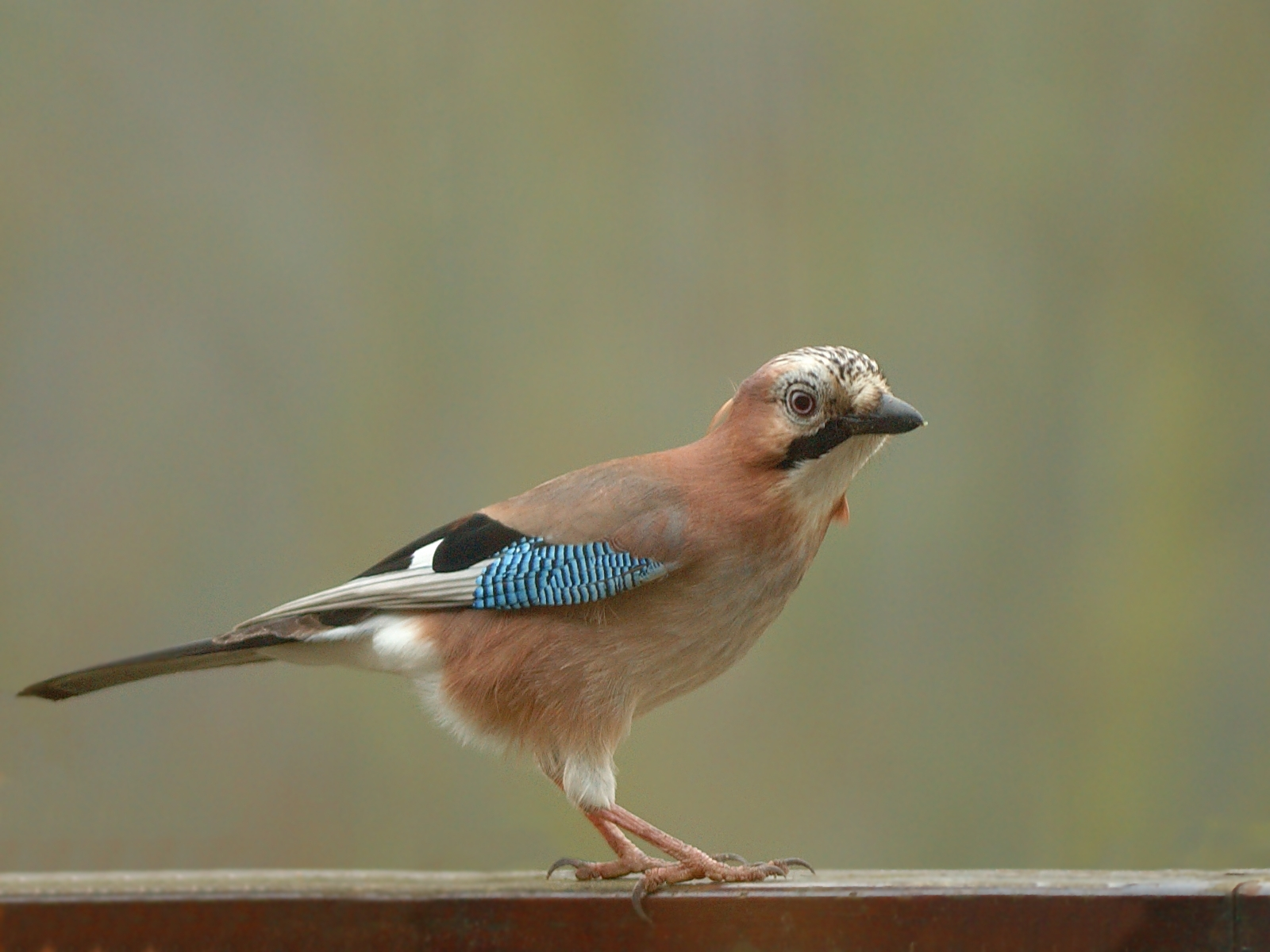
Сойка (але не ssp. atricapillus, яка трапляється у Лівані)
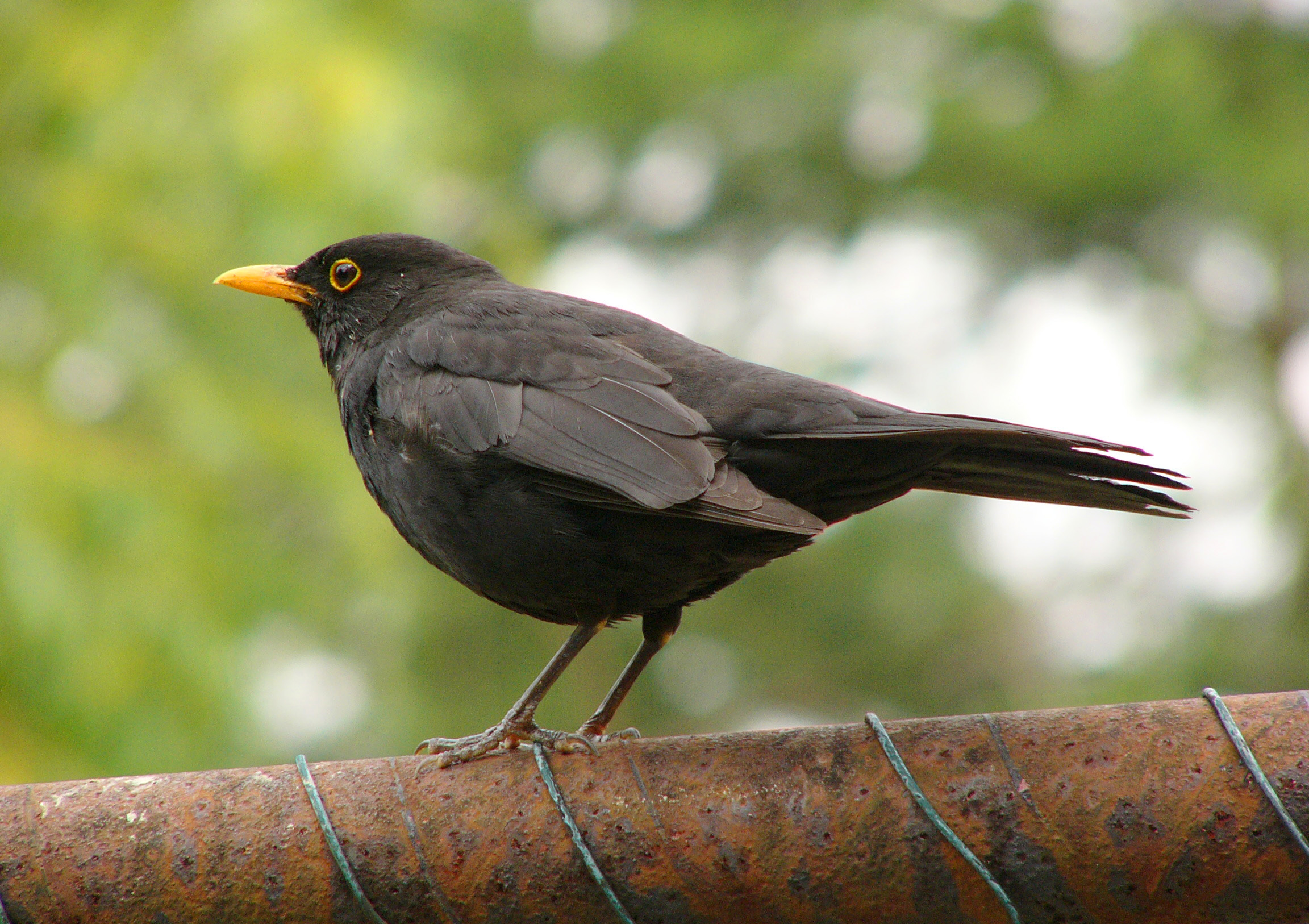
Дрізд чорний (самець)
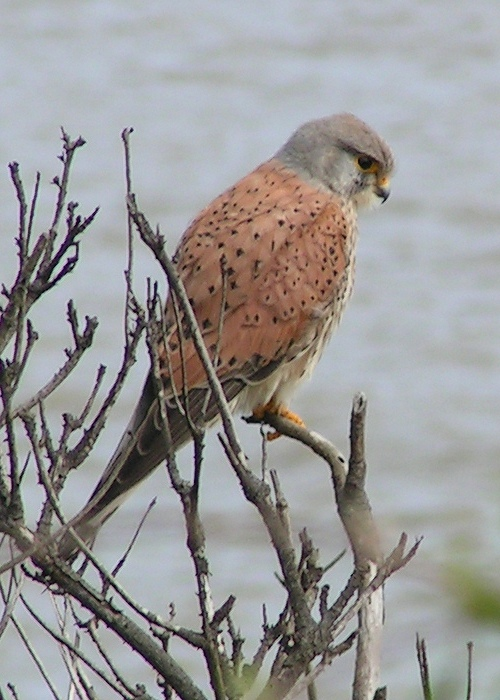
Боривітер звичайний (самець)
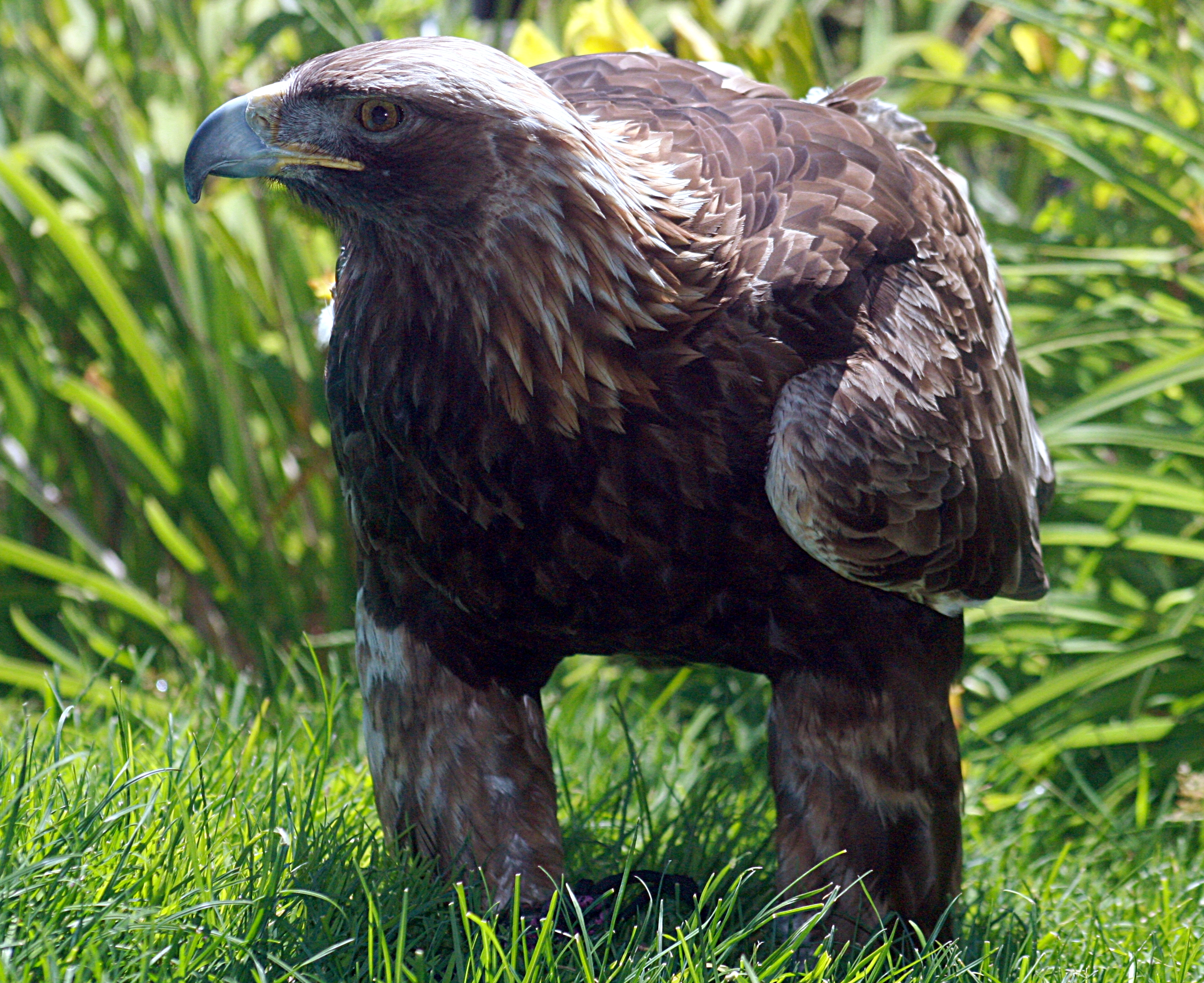
Беркут
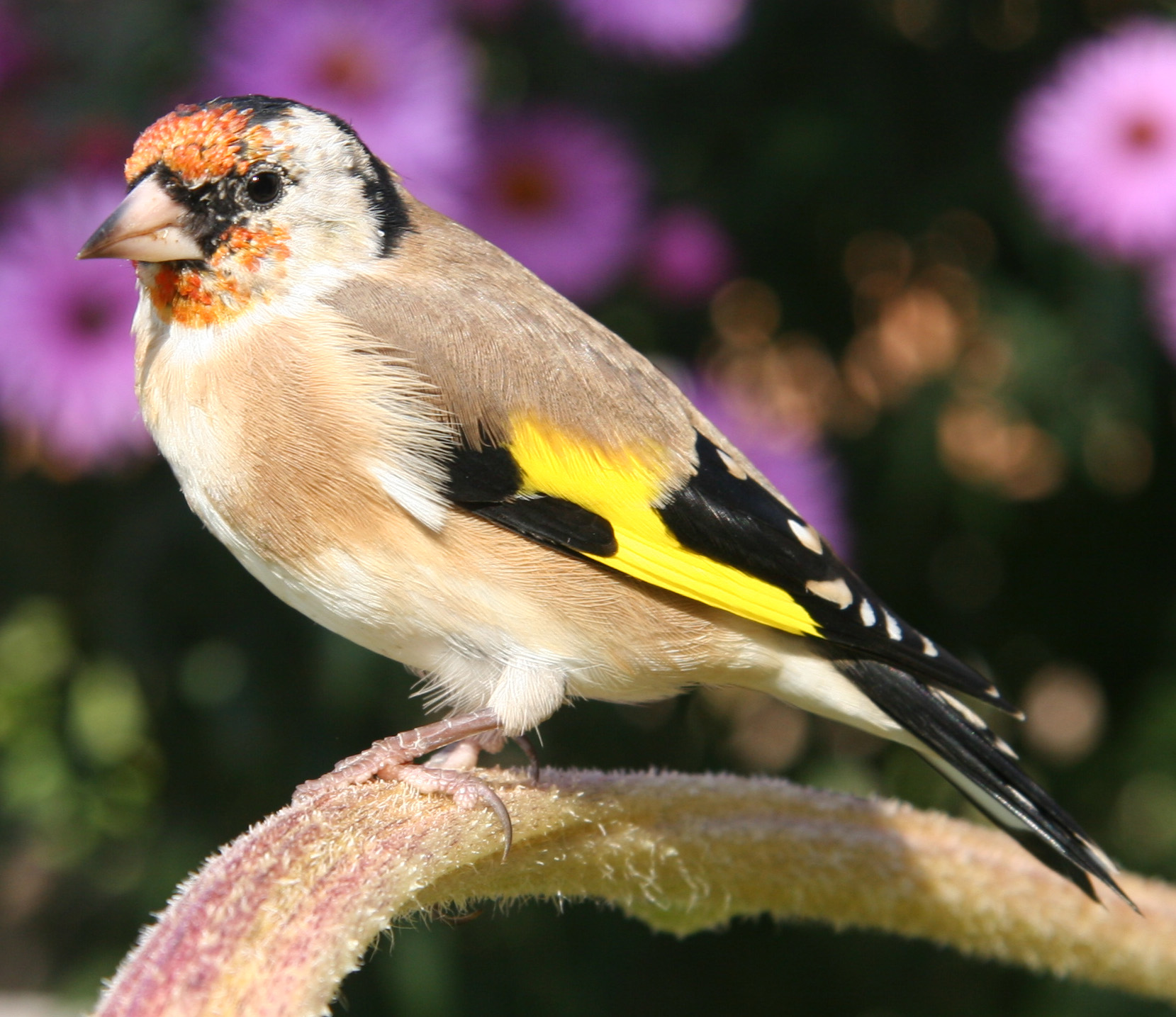
Щиглик

У заповіднику також зустрічається багато рептилій та амфібій — 26 задокументованих видів рептилій, з них два — ендеміки Лівану в цілому ті території шшуфу зокрема, та чотири види амфібій. Це такі види як палестинська гадюка, черепаха середземноморська, хамелеон звичайний, гологолов європейський, ропуха звичайна, ропуха зелена, Salamandra infraimmaculata, райка Савін'ї.

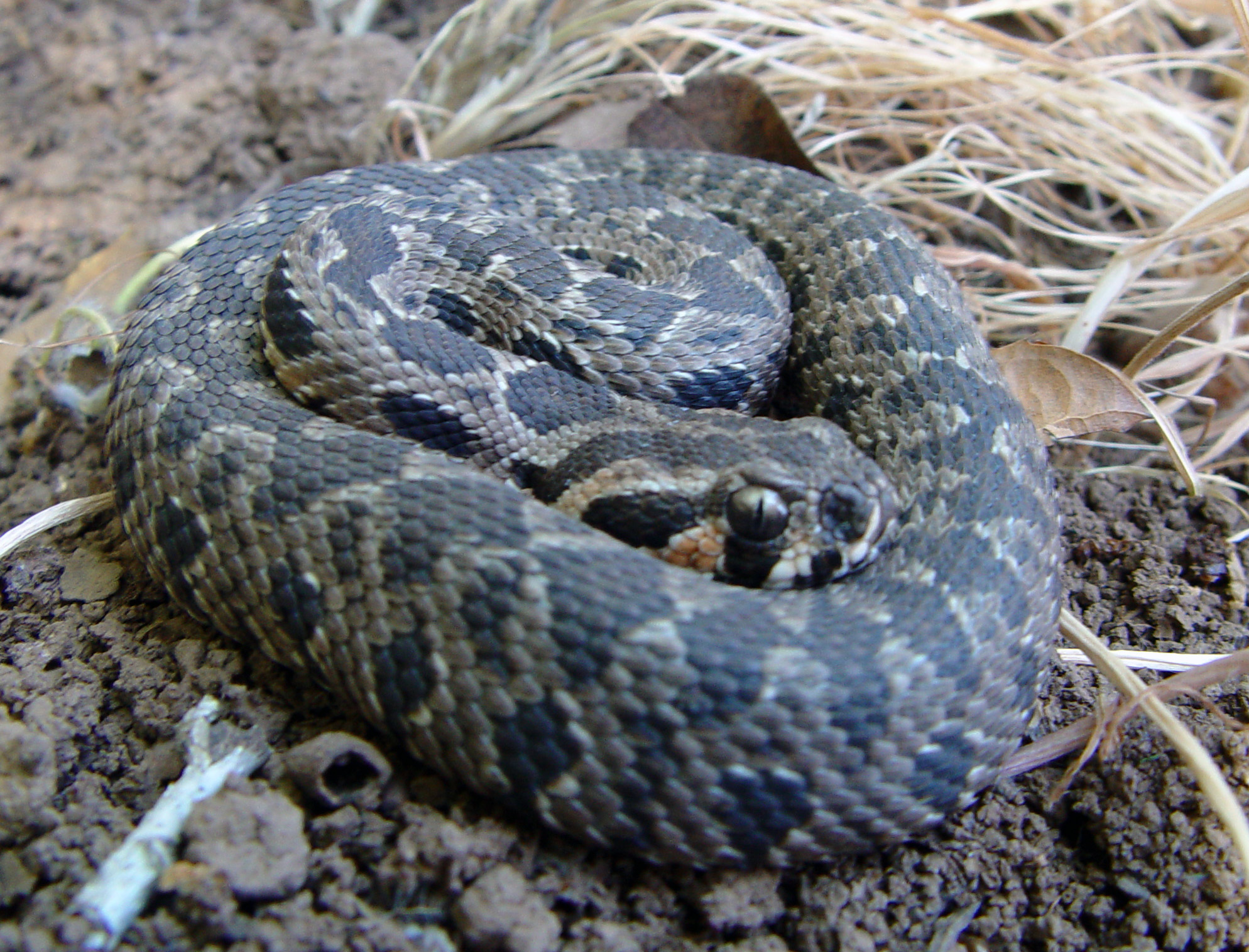
Палестинська гадюка
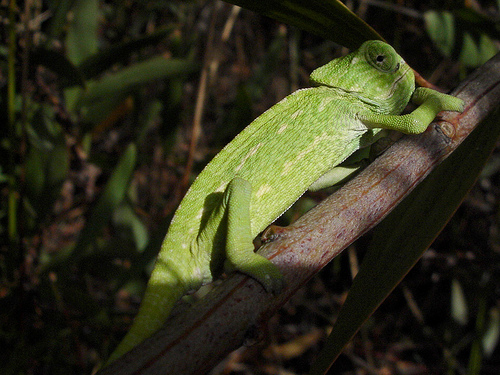
Хамелеон звичайний
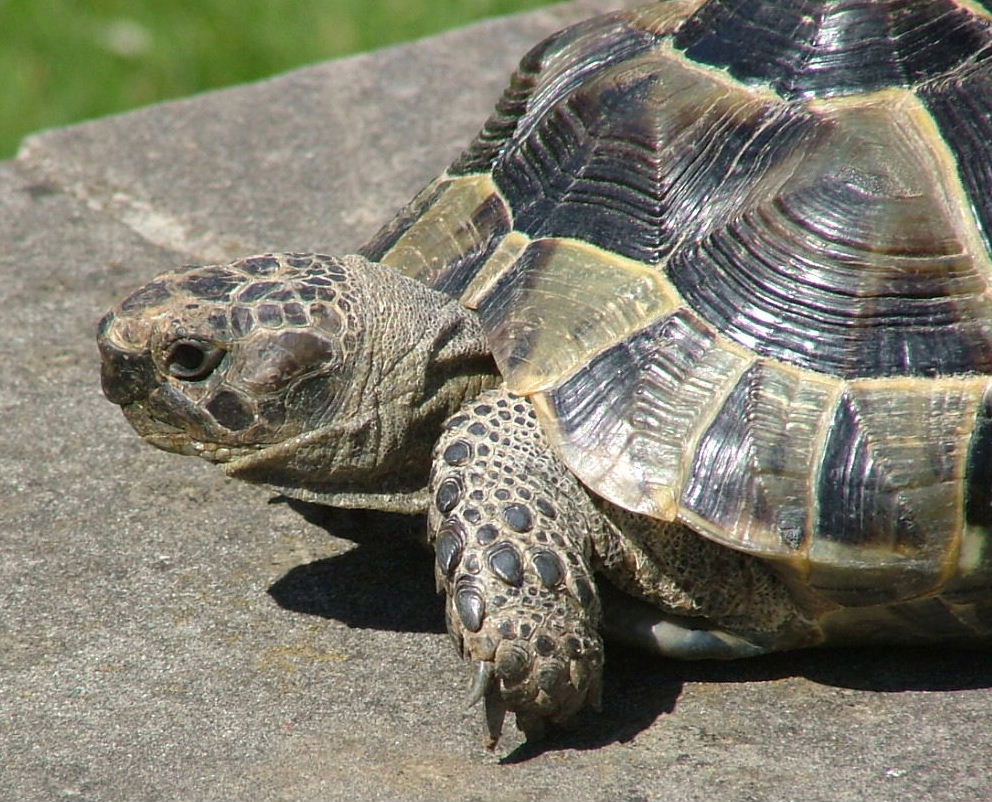
Черепаха середземноморська
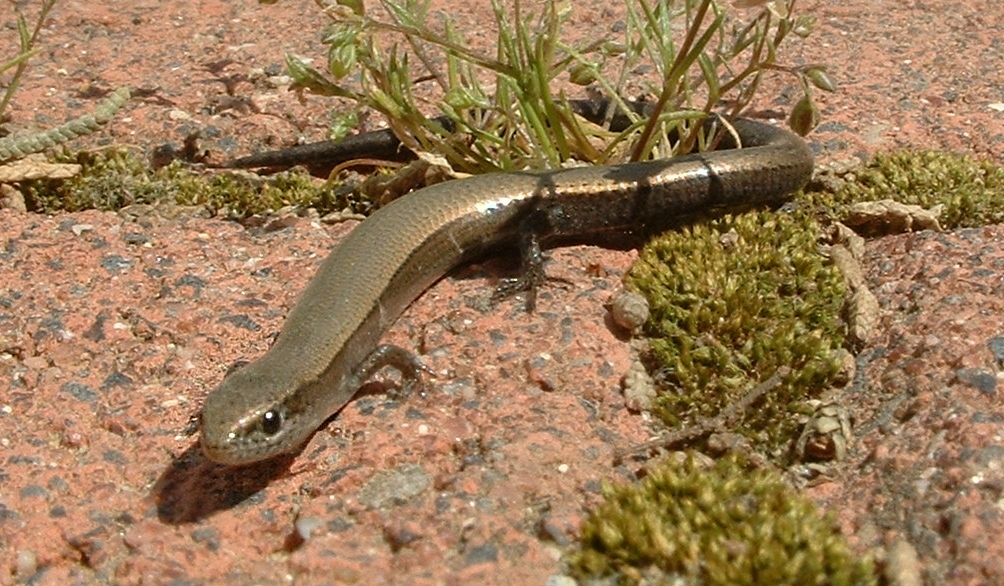
Гологолов європейський
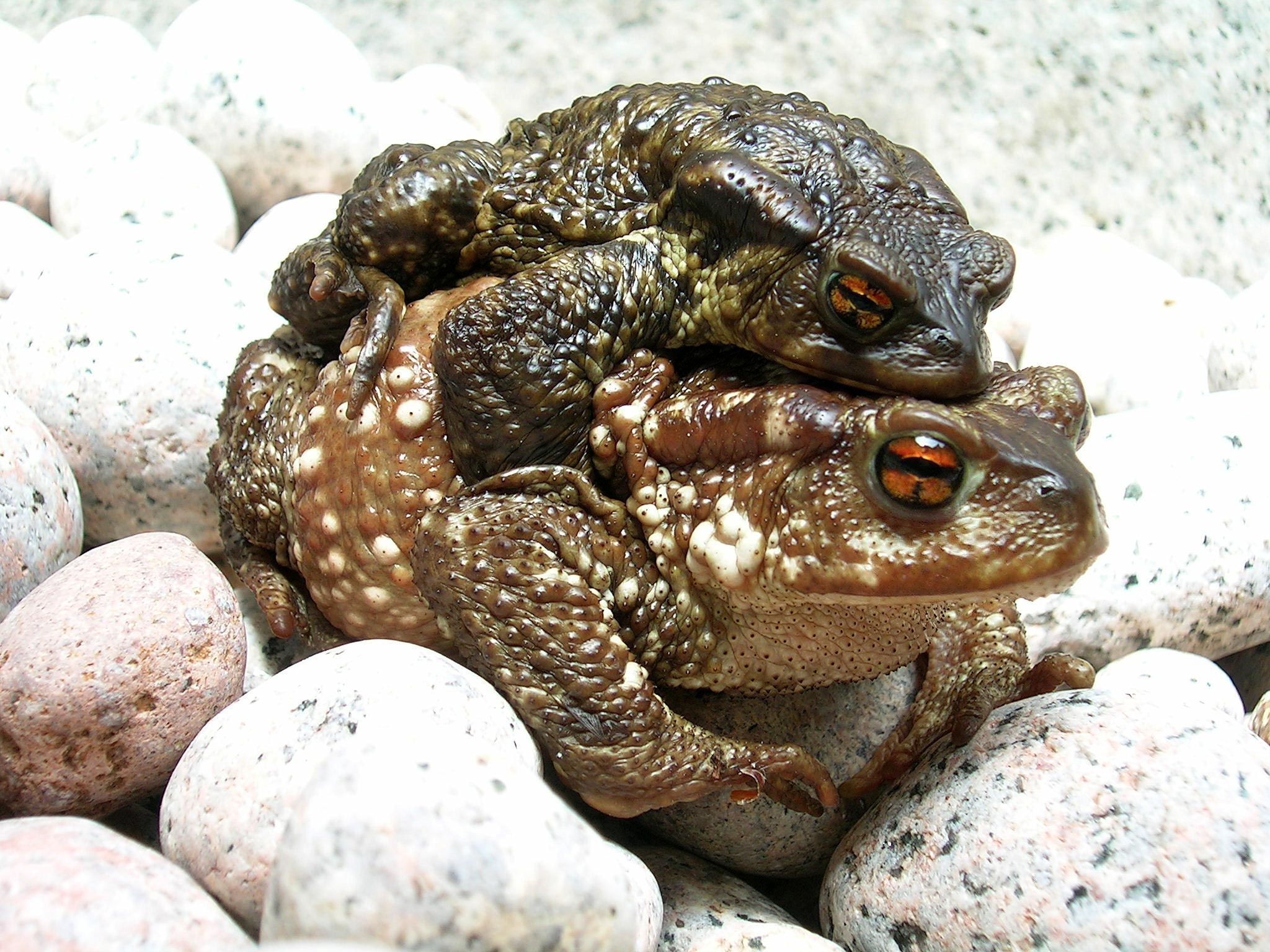
Ропуха звичайна
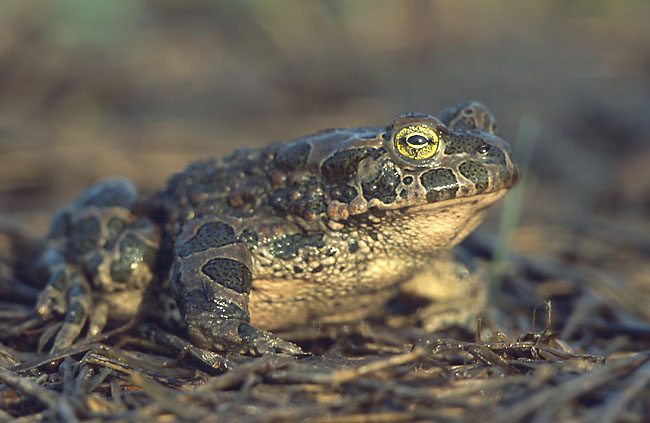
Ропуха зелена
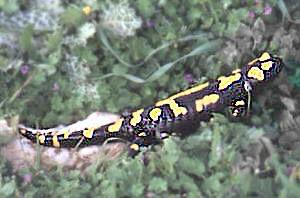
Salamandra infraimmaculata
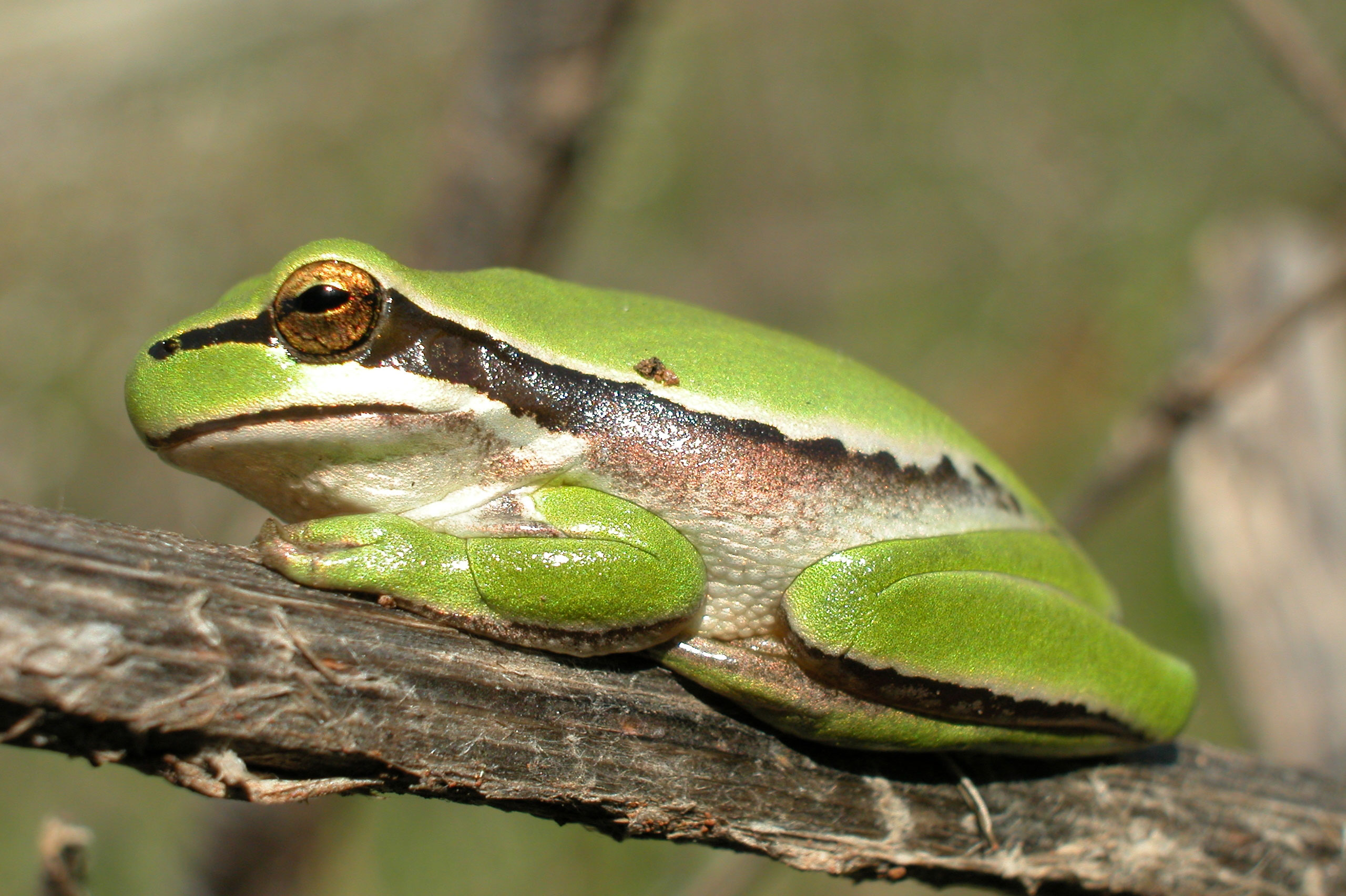
Райка Савін'ї

## Культурна спадщина
Кедри:
Кедрові ліси Лівану є найбільш давніми задокументованими лісами в історії, зокрема кедри вписані у найбільш ранні письмові тексти Шумеру 3-го тисячоліття до н. е. У одному з найстаріших відомих творів світу — «Епосі про Гільгамеша», кедри часто згадуються. З високою ймовірністю, Гільгамеш з Епосу був історичним царем Гільгамешем та можливо відвідував гору Ліван.
Історичні культурні об'єкти:
Регіон Шуф є перехрестям багатьох культур, релігій та історичних подій і його культурна спадщина настільки ж багата, як і екосистема. Деякі значущі культурні об'єкти:
- Печерний замок Ніха є єдиним залишком колись могутньої фортеці, яку використовували араби, хрестоносці та деякі еміри провінції Гора Ліван. Він фігурує у одном з останніх епізодів епічної історії життя друзького еміра Фахраддина II (к.16-п.17 ст.), який начебто переховувався тут у 1635 році, але насправді, ймовірно там переховувався його батько півстоліттям раніше.
- Ель Набі Аюб: На пагорбі над селищем Ніха збудоване досить сучасне святилище над ймовірним місцем поховання пророка Йова (Аюб — арабське ім'я Йова).
- Каб Еліас: Ця колись могутня фортеця друзів слугувала охоронним постом на дорозі, яка поєднувала Бейрут і Дамаск, та походним замком друзьких та кехабських правителів Південної Бекаа або Ваді аль-Таюм.
- Мазар Ель Сіт Каване: Святилище Ель Сіт Каване зведене на честь значущої фігури у віруваннях друзів; як й Йов, вона вважається прикладом чеснот та відданості вірі.